# Hermotimus
Hermotimus is een geslacht van spinnen uit de familie springspinnen (Salticidae).

## Soort
De volgende soort is bij het geslacht ingedeeld:
- Hermotimus coriaceus Simon, 1903